# Curcuma bakeriana
Curcuma bakeriana là một loài thực vật có hoa trong họ Gừng. Loài này được William Botting Hemsley mô tả khoa học đầu tiên năm 1892.

## Từ nguyên
Tính từ định danh bakeriana là để vinh danh John Gilbert Baker (1834-1920), nhà thực vật học người Anh.

## Phân bố
Loài này có tại Papua New Guinea.

## Mô tả
Tương tự như C. australasica, nhưng khác ở chỗ các củ có cuống hình chùy hay hay hình trứng, không có chỗ thắt lại như ở C. australasica. Ngoài ra, cụm hoa bông thóc cũng ngắn hơn, nhưng với các hoa màu da cam lớn hơn.